# Dinesh Gunawardena
Dinesh Gunawardena, né le 2 mars 1949 à Colombo, est un homme d'État sri-lankais. Il est Premier ministre de 2022 à 2024.

## Biographie
Il est le fils de Philip Gunawardena (1901-1972), homme politique marxiste, un des fondateurs du Parti de la société égale lanka, et de Kusumasiri Amarasinghe (1912-1986).
Après ses études, Gunawardena travaille à New York, avant de revenir au Sri Lanka après la mort de son père en 1972. Il est nommé membre du comité central du Front populaire uni (MEP) en 1973 puis secrétaire général l'année suivante.
Le 22 juillet 2022, il est nommé Premier ministre par son ami d'enfance le président Ranil Wickremesinghe. Il forme un gouvernement composé de nombreux ministres ayant été en fonction sous les Rajapaksa. Après la défaite de Wickremesinghe à l'élection présidentielle, Dinesh Gunawardena présente sa démission le 23 septembre 2024.